# 松村實
松村 實（まつむら みのる、1932年11月14日 - ）は、日本の経営者。日本板硝子社長、会長を務めた。福井県出身。

## 経歴
1955年に神戸大学経済学部を卒業し、同年に日本板硝子に入社。1959年に経営学を学ぶために、アメリカのジョン・ホプキンス大学に留学。1982年6月に取締役に就任し、1986年6月に常務、1988年6月に専務を経て、1992年6月には社長に就任。1998年6月に会長に就任し、2000年6月には相談役に就任。